# 洛杉矶之战
洛杉磯之戰（英語：Battle of Los Angeles），又稱洛杉磯大空襲（The Great Los Angeles Air Raid），是指1942年發生在美國洛杉磯的一次UFO事件。1942年2月24日午夜至1942年2月25日凌晨2點，洛杉磯聖塔莫尼卡地區上空出現不明飛行物。此時離珍珠港事件不到3個月，又先前（2月23日）日本剛進行埃爾伍德大轟炸，美軍因此認為可能是日本皇軍的飛機。
當時的海軍部長法蘭克·那斯在接下來的記者會上澄清，說這只不過是個「假警報」，報紙並刊登了一些報導及對這掩飾的猜測。一些現代的幽浮學家認為這些目標其實是外星飛船。在1949年記錄事件時，美國海岸砲兵協會確定為氣象氣球出現於凌晨1點，射擊時想像出各種不同的目標猜測。1983年的空軍歷史檔案庫（U.S. Office of Air Force History）將此事件歸咎於一顆遺失的氣象氣球及「對於戰爭的神經緊張」，並說後來的信號彈及防空砲火加劇了此事件。

## 事件經過
1942年2月24日，海軍情報發出警告，預計在未來十個小時內可能發生襲擊。當天晚上，國防工廠附近報告了大量的照明彈和閃爍的燈光。下午7點18分發出防空警報，並於晚上10點23分解除警報。重新開始活動於25日清晨。洛杉磯的空襲警報於凌晨2點25分響起。居民被命令全面燈火管制，千名空襲督導員站上了他們的崗位。凌晨3點16分第37海岸砲兵旅開始發射重達5.8公斤的防空砲，共發射了1400多發。第四攔截司令部的飛機已處於警戒狀態，雖然並未起飛。防空砲火並斷斷續續的發射直到凌晨4點14分。燈火管制的命令於早上7點21分解除。
數棟建築物與車輛被誤擊，大約5位平民死於防空砲火，其中有3位因無法承受長達數小時的炮火聲而死於心臟病。此次事件上了美國西岸的報紙頭版，並引起了全國媒體的關注。

## 媒體回應
事件過後的數小時內，海軍部部長法蘭克那斯舉行了記者會，並說這只不過是因對戰爭的緊張所導致的假警報。隔天陸軍的回應也引用了這段話，反映了陸軍上將喬治·卡特萊特·馬歇爾的想法：那些可能是商用飛機，用來投擲傳單，執行引發恐慌的心理戰罷了。
當代的媒體認為這只是另一次的掩飾。一位長灘獨立報的編輯寫道「這整件事中有個神祕的沉默：某種程度的媒體審查似乎想停止關於這整件事情的討論。」（There is a mysterious reticence about the whole affair and it appears that some form of censorship is trying to halt discussion on the matter.）；有人認為在墨西哥北部有個秘密基地，也有人說日本具有航空母艦功能的潛艦駐紮在外海；甚至說這整件事情被誇大了，要給沿海的國防工業一個藉口來搬到內陸。
聖塔莫尼卡眾議員利蘭·梅里特·福特召開了國會調查（Congressional investigation），並說「......至目前為止的藉口都沒有讓這件事脫離『完全的謎團』......這可能是個演習，一場要嚇死兩百萬人的演習，也可能是假警報，只是要讓沿海的工業有藉口搬進內陸。」（...none of the explanations so far offered removed the episode from the category of 'complete mystification' ... this was either a practice raid, or a raid to throw a scare into 2,000,000 people, or a mistaken identity raid, or a raid to lay a political foundation to take away Southern California's war industries.）

## 幽浮學
1942年2月26日在洛杉磯時報發表的一張照片被一些幽浮研究者和陰謀理論家引用作為外星生命探視證據的一部分，他們聲稱照片清晰地顯示了外星飛船的探照燈 ; 然而，照片在出版前進行大量修改，為當時用於提高黑白照片對比度的圖形藝術的常規做法。

## 紀念
每年二月，位於洛杉磯港入口處的麥克阿瑟堡博物館舉辦一場名為「1942年洛杉磯大空襲」的娛樂活動。

## 外部連結

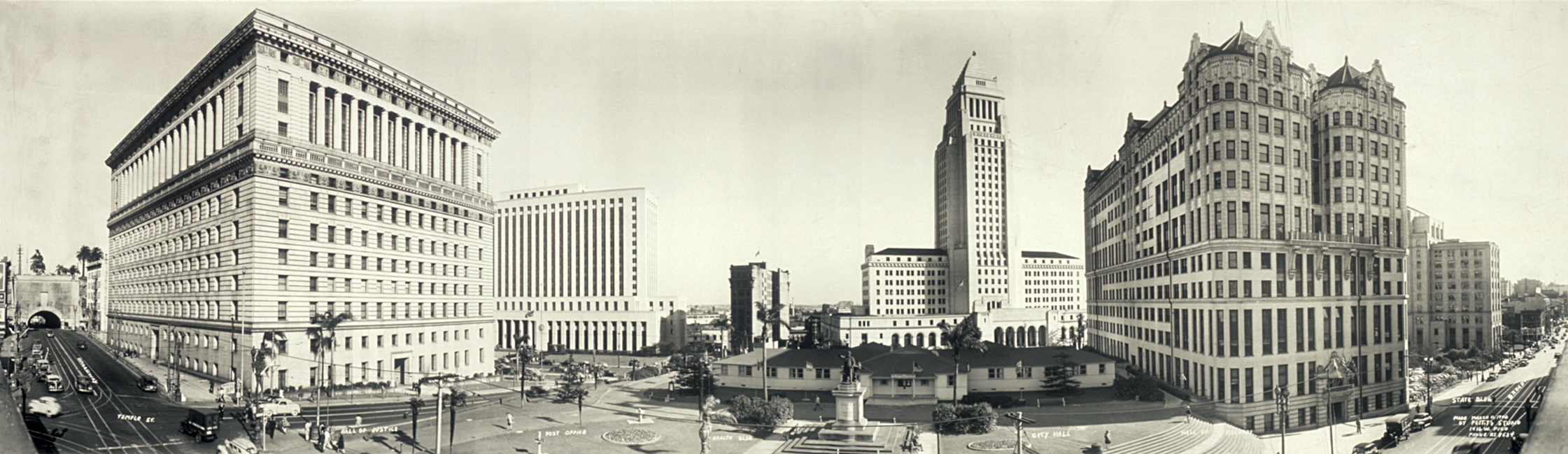
1940年代洛杉機

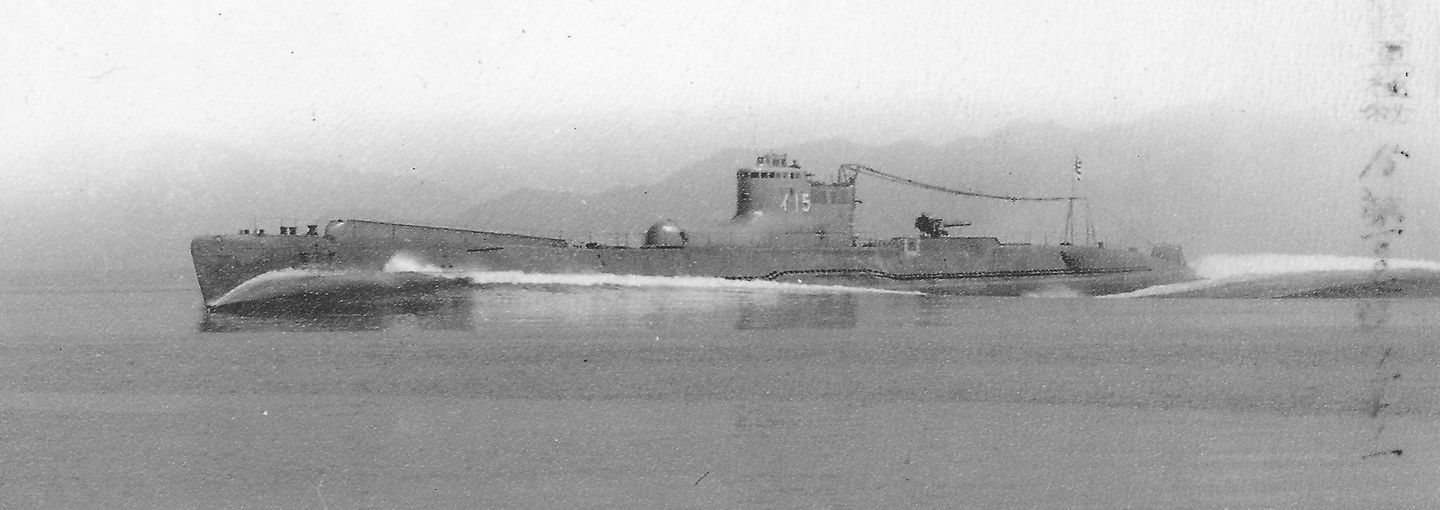
被懷疑是攻擊發動的日本水上機潛艇巡潜乙型

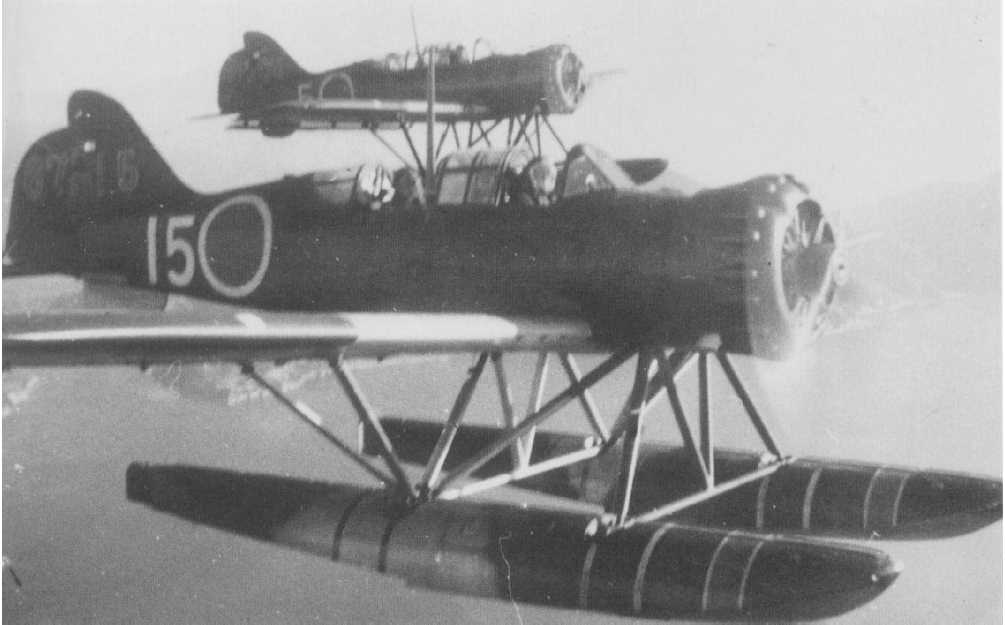
日本零式小型水上飛機

- 洛杉磯之戰（The Battle of Los Angeles）在YouTube上的影片 （页面存档备份，存于）
- "The Battle of Los Angeles" at Saturday Night Uforia （页面存档备份，存于）
- San Francisco virtual museum article （页面存档备份，存于）
- The Army Air Forces in World War II （页面存档备份，存于）